# Aliance pro budoucnost
Aliance pro budoucnost (zkratka APB) je česká politická strana, registrovaná na Ministerstvu vnitra v září roku 2016 podnikatelem Pavlem Sehnalem.
Strana se považuje za nástupkyni Občanské demokratické aliance, která fungovala v letech 1990–2007.

## Historie

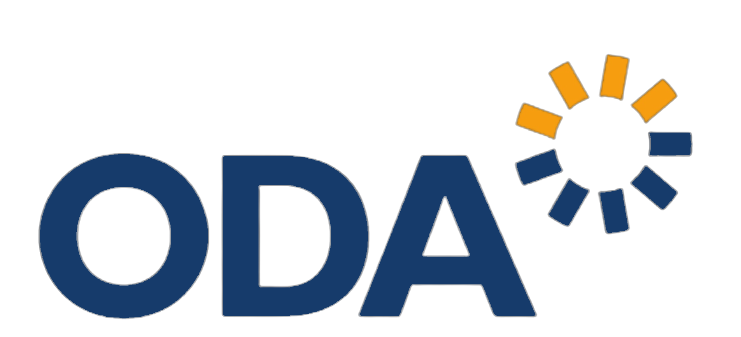
Logo „obnovené“ ODA

V letech 2016 – 2021 strana nesla název Občanská demokratická aliance. Dle slov Pavla Sehnala byla značka ODA zvolena pro usnadnění komunikace apod. a bylo údajně také vypomoženo likvidátorovi původní Občanské demokratické aliance, založené po sametové revoluci v roce 1990, s likvidací původního subjektu.
Jiní členové a zakladatelé původní ODA se však od „obnovené“ strany distancovali, například Daniel Kroupa. U zrodu strany stáli exprezident Václav Klaus a expremiér Petr Nečas.
Strana poprvé kandidovala ve volbách do Poslanecké sněmovny v roce 2017, kdy získala 8 030 hlasů a tedy pouze 0,15 %. ODA byla jako první strana v Česku pokutována za porušení pravidel kampaně – za nedostatečné označení propagačních materiálů strana obdržela pokutu 19 tisíc korun. 
Později se strana zúčastnila doplňovacích voleb do Senátu v roce 2018 v obvodě č. 39 – Trutnov, kde za ni kandidovala Blanka Horáková. Horáková v prvním kole získala 455 hlasů, tedy 2 % a do druhého kola nepostoupila.
V prezidentských volbách v roce 2018 strana nominovala svého kandidáta na prezidenta, bývalého ředitele Škoda Auto Vratislava Kulhánka. Ten však v prvním kole voleb získal nejméně hlasů ze všech prezidentských kandidátů, tedy 24 442 hlasů (0,47 %).
Ve volbách do zastupitelstev krajů v roce 2020 strana kandidovala samostatně ve Středních Čechách a v koalici v Olomouckém a Moravskoslezském kraji. Ani jedna z kandidátek nezískala zastoupení.
Ve volbách do Senátu v roce 2020 ve volebním obvodu Frýdek-Místek podpořila ODA v rámci své koalice Pro krásný kraj (ODA, SNK ED a Hlas) společně se stranou TOP 09 starostu Palkovic Radima Baču, kandidáta hnutí ANK 2020 Petera Koliby.
Ve volbách do Senátu v roce 2020 strana společně s hnutím Trikolóra nominovala starostu Hranic Jiřího Kudláčka. Získal v prvním kole 2 058 hlasů a 5,76 %, do druhého kola nepostoupil.
Před volbami do Poslanecké sněmovny v roce 2021 změnila strana svůj název na Aliance pro budoucnost. Strana obdržela 11 531 hlasů (0,21 %) a nezískala tak žádný mandát. APB původně uvažovala o spolupráci s hnutím Trikolóra, se kterým spolupracovala v předchozích krajských a senátních volbách, nakonec však kandidovala samostatně.
Voleb do zastupitelstev obcí v roce 2022 se APB zúčastnila v 10 obcích a městech – dohromady 3 mandáty získala strana v Čestlicích a Hranicích. V Praze kandidovala v koalici s hnutím Praha bez chaosu.
V prezidentských volbách v roce 2023 strana podporovala zvoleného prezidenta Petra Pavla.

## Volební výsledky

### Volby do Poslanecké sněmovny
| Volby | Počet hlasů | %    | Počet mandátů |
| ----- | ----------- | ---- | ------------- |
| 2017  | 8 030       | 0,15 | 0             |
| 2021  | 11 531      | 0,21 | 0             |

### Volby do Senátu
| Volby   | 2020 |
| ------- | ---- |
| Mandáty | 0    |

### Volby do zastupitelstev krajů
| Volby | Počet hlasů | % | Počet mandátů |
| ----- | ----------- | - | ------------- |
| 2020  | –           | – | 0             |

### Volby do zastupitelstev obcí
| Volby | Mandáty |
| ----- | ------- |
| 2022  | 3       |

### Prezidentské volby
| Volby | Kandidát           | Počet hlasů | Hlasy v % | Poznámky                                                                       |
| ----- | ------------------ | ----------- | --------- | ------------------------------------------------------------------------------ |
| 2018  | Vratislav Kulhánek | 24 442      | 0,47      | Vratislav Kulhánek podpořil v druhém kole prezidentských voleb Jiřího Drahoše. |

## Kontroverze
Před parlamentními volbami v roce 2017 strana navázala spolupráci s kontroverzním youtuberem MikeJePan (původním jménem Mikael Oganesyan). Důvodem bylo podle slov Pavla Sehnala přilákání více mladých lidí do politiky.